# Schwendtner Mihály
Schwendtner Mihály (Pest, 1820. január 6. – Budapest, 1885. november 25.) római katolikus budapesti belvárosi apát-plébános.

## Életútja
A bölcseletet Nagyszombatban, a teológiát Bécsben hallgatta. 1843. január 13-án miséspappá szenteltetett fel. Segédlelkész volt Budán a Krisztinavárosban. Az 1848-49. évi politikai mozgalmakban való részvétele miatt (tábori lelkész volt) hat évi fogságot szenvedett Josefstadtban. 1856-ban visszatérve Pestre, az elemi iskolákban hitoktatóként működött. 1859. január 22-én bácsai plébánossá neveztetett ki. 1861. június 24-én a pesti Belvárosi Nagyboldogasszony főplébánia plébánosává választották. 1867-ben apát lett és egyszersmind a királyi gimnáziumok és főreáliskolák érseki biztosa volt. Baráti kapcsolatot ápolt volt Liszt Ferenc zongoraművésszel, aki pesti fellépései alatt nála lakott, amíg saját lakást nem bérelt.
1848-49-ben Bende Mihály álnév alatt az akkori politikai hírlapokba, így a «Nemzeti» hirlapba (1848. dec. 20., 21. a 190. és 191. sz.) forradalmi cikkeket írt.